# Romano Pontifici Eligendo
La Romano Pontifici Eligendo (en español: Sobre la elección del Romano Pontífice) es la Constitución Apostólica promulgada el 1 de octubre de 1975 por el papa Pablo VI, que contenía las normas por las que debían regirse las elecciones papales, y el modo de proceder en el gobierno de la Iglesia, una vez fallecido el papa y hasta la elección de su sucesor. Supuso un cambio radical con relación a las normas hasta entonces vigentes en materia de elecciones pontificias. Bajo su vigencia fueron elegidos los papas Juan Pablo I y Juan Pablo II en agosto y octubre de 1978, respectivamente. Fue derogada por la Constitución Apostólica Universi Dominici Gregis que Juan Pablo II promulgó el 22 de febrero de 1996.
La Romano Pontifici Eligendo se estructuraba en dos partes. La primera trataba sobre la Sede Apostólica vacante y la segunda, sobre la elección del romano pontífice.

## Sede Apostólica vacante
Correspondía al Sacro Colegio Cardenalicio el gobierno de la Iglesia durante el periodo de sede vacante, pero limitado a los asuntos ordinarios y a aquellos que por su naturaleza no pudieran posponerse hasta la elección del nuevo papa. Su misión fundamental era, precisamente, realizar todas aquellas tareas preparatorias de la elección papal. Se regulaban, también, las facultades de la Sagrada Congregación y de los Tribunales de la Curia Romana durante este periodo de sede vacante, dedicándose, por último, un capítulo a las exequias del pontífice fallecido, encomendándose a los cardenales la realización de sufragios por el alma del papa durante los nueve días siguientes a su muerte. Se prohibía expresamente fotografiar al papa fallecido sin los hábitos pontificales, y se ordenaba que los apartamentos privados del papa permanecieran cerrados hasta la elección del sucesor.

## Elección del sumo pontífice
La principal novedad fue que, por primera vez en la historia de las elecciones papales, los cardenales que en el momento de iniciarse el cónclave hubieran cumplido los ochenta años de edad quedaban excluidos del derecho a elegir al nuevo papa. El número máximo de cardelanes electores no podía superar la cifra de 120. Los cardenales son los únicos electores del papa, hasta el punto de que se considera nula cualquier norma en contrario que pudiera provenir de un Concilio Ecuménico o Sínodo de Obispos que estuviese reunido al tiempo del fallecimiento del papa. El cónclave debía reunirse en el Palacio Vaticano o, por razones particulares, en cualquier otro lugar. En la mañana del día previsto para el inicio del cónclave se celebraría la Santa Misa en la basílica de San Pedro, y desde allí, los cardenales electores se dirigirían al lugar de reunión en el que, una vez pronunciado el extra omnes quedarían enclaustrados hasta que se produjera la elección papal. 
En primer lugar, todos los cardenales debían prestar el juramento previsto en la Constitución Apostólica. Luego el cardenal decano, o en su caso, el de mayor edad, pronunciaría un discurso. La mañana siguiente a la clausura del cónclave, y tras la celebración de la Santa Misa y la invocación al Espíritu Santo, se procedería a la elección, que podía tener lugar de tres maneras, por aclamación o inspiración, por compromiso o por el modo ordinario de escrutinio.
El primer modo (por aclamación o inspiración) se producía cuando los cardenales electores, con la inspiración del Espíritu Santo, libre y espontáneamente proclaman nuevo sumo pontífice de viva voz y de forma unánime. El modo de elección por compromiso tenía lugar cuando los cardenales, concurriendo circunstancias particulares, encomendaban a un grupo de ellos que, en su nombre, eligieran al nuevo papa. 
Como la propia Constitución Apostólica reconocía, el tercer modo o por escrutinio era el previsto con carácter ordinario para la elección papal. La elección requería el voto favorable de los dos tercios más uno de los cardenales. Se regulaba de forma minuciosa, el texto de las papeletas, la manera de rellenarlas, y el recuento de las mismas. Caso de ser necesario, se realizarían cuatro votaciones al día, dos por la mañana y dos por la tarde. Una vez alcanzados los votos necesarios, se le preguntaba al elegido si aceptaba la elección canónica y qué nombre adoptaría, y de no pertenecer al orden episcopal, sería ordenado obispo de forma inmediata. Tras ello, los cardenales participaban en una ceremonia de obediencia y respeto al papa electo, y este, después de que el cardenal diácono anunciase al pueblo la elección, impartía la bendición urbi et orbi. Finalmente, se preveía que el nuevo papa sería coronado por el cardenal protodiácono.